# 阿当莱韦尔塞勒
阿当莱韦尔塞勒（法語：Adam-lès-Vercel，法語發音：[adɑ̃ lɛ vɛʁsɛl]，意为“韦尔塞勒附近的阿当”）是法国杜省的一个市镇，位于该省中部，属于蓬塔利耶区。该市镇总面积3.19平方公里，2009年时的人口为105人。

## 交通
杜省省道D32线、D50线和D429线在境内呈"工"字形交汇。

## 人口
阿当莱韦尔塞勒人口变化图示